# 全蝕狂愛
《全蝕狂愛》（英語：Total Eclipse）是一部1995年阿格涅絲卡·霍蘭執導的電影，改编自1967年基斯杜化·咸頓的戲劇，他也是該片的編劇。本片以信件和詩作為根據，準確呈現出歷史上兩位十九世紀法國詩人阿蒂爾·蘭波（李奧納多·狄卡皮歐飾）與保羅·魏爾倫（大衛·休里斯飾），在兩人創作的高潮期間激烈的同性戀情。

## 劇情
保羅·魏爾倫在巴黎的一間咖啡店與阿蒂爾·蘭波的妹妹伊莎貝爾見面。伊莎貝爾和她母親希望魏爾倫交出所有可能有的蘭波的詩，好讓她們燒燬, 因為她們恐懼蘭波作品裏的淫蕩。魏爾倫回想他與蘭波之間瘋狂的戀情：1871年，當時還是少年的蘭波從他在外省的家寄了他的詩作給魏爾倫，魏爾倫立即被迷住了，衝動地邀請蘭波到他岳父在巴黎的家，他和他年輕`懷孕的太太住在那裏。瘋狂古怪的蘭波毫無儀態，行為舉止亦不得體，使魏爾倫自負的岳父母震驚不已。
魏爾倫被16歲的蘭波的肉體與獨特的思想勾引了。已婚與異性戀的生活，以及四周的中產階級壓抑了魏爾倫驕奢的文學天賦。他對蘭波的接納，使他反抗、解放，同時也是對自我放縱及受虐癖的投降。蘭波以魏爾倫虐待太太的方式，同樣地虐待他，他最終拋棄了魏爾倫。兩位詩人之間激烈，流浪的戀情繼而發生；然而，難過的高潮在布魯塞爾發生了：爛醉、憤怒的魏爾倫開槍擊傷了蘭波。魏爾倫為此被罰款，並因性悖軌罪和重傷罪被判入獄兩年。
魏爾倫在監獄裏皈依了基督教，令他的舊愛非常氣憤。出獄後他在德國與蘭波見面，魏爾倫徒勞的設法復合，兩人最終分手，沒有再見面。蘭波痛苦地宣佈放棄文學，獨自環遊世界，最終在阿比西尼亞（今埃塞俄比亞）定居，經營一間貿易站，並有一個情婦。然而，他右腳的腫瘤迫使他回法國切除他的腳，但他體內的癌細胞擴散，逝世時37歲。
伊莎貝爾·蘭波斷言她哥哥逝去前已在神父表現天主教徒的懺悔，正因為這樣，只有審查過的詩能夠保存下來。魏爾倫佯裝同意，卻在她離開後撕掉她的名片。之後他喝苦艾酒，在幻象中看到十六歲的蘭波回來，魏爾倫在他死後才得到蘭波對他的愛及尊敬。電影完結時年輕的蘭波獨自在一山脈上走，魏爾倫表示他們快樂地在一起; 蘭波稱終於找到永恆。

## 演員
- 李奧納多·狄卡皮歐 - 阿蒂爾·蘭波
- 大衛·休里斯 - 保羅·魏爾倫
- Romane Bohringer - Mathilde Maute
- Dominique Blanc - 伊沙貝爾·蘭波
- Felicie Pasotti Cabarbaye - 童年時的伊沙貝爾
- 妮塔·克莱因 - 蘭波的母親
- James Thiérrée - 弗雷德里克
- Emmanuelle Oppo - Vitalie
- Denise Chalem - Mrs. Maute De Fleurville
- Andrzej Seweryn - Mr. Maute De Fleurville
- 克里斯托弗·汤普森 - Carjat
- 布鲁斯·范·巴托尔德 - Aicard
- 克里斯托弗·卓别林 - Charles Cros
- 基斯杜化·咸頓 - 法官
- 马蒂亚斯·晶 - 安德烈

## DVD發行
該片的DVD於1999年發行，裡面沒有觀眾想要的附加內容，如刪剪片段，演員或導演解說，但有寬銀幕和全螢幕供選擇及預告片。

## 外部連結
- 互联网电影数据库（IMDb）上《Total Eclipse》的资料（英文）
- 爛番茄上《Total Eclipse》的資料（英文）